# 스징이

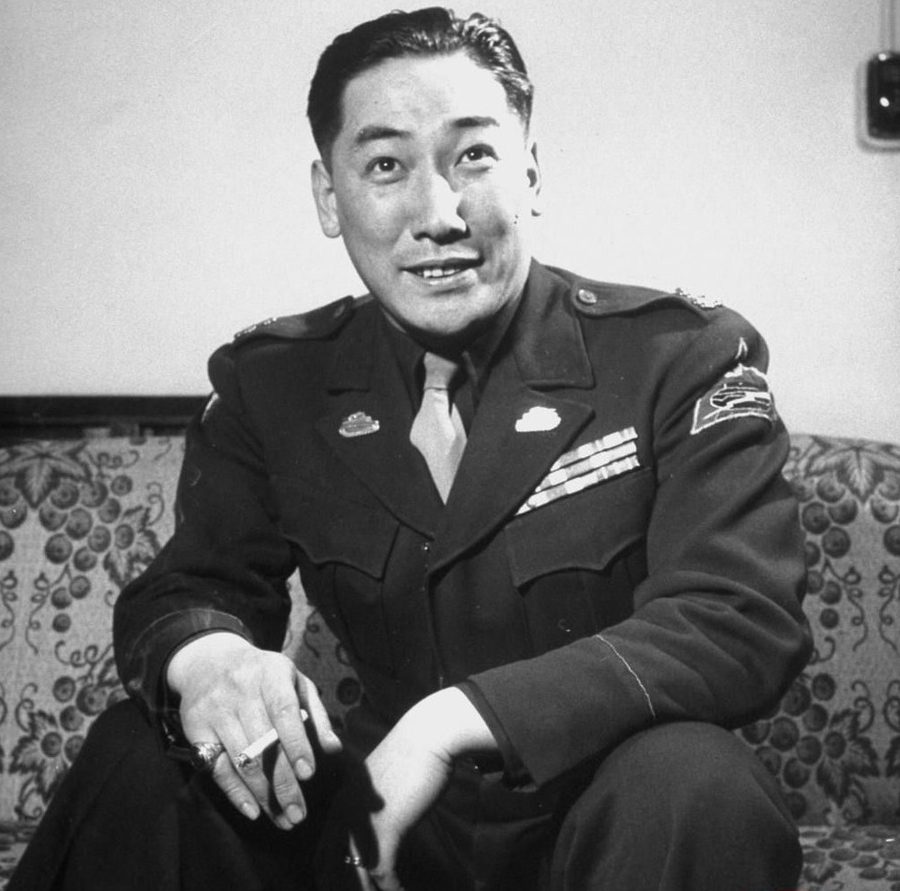
부군 장웨이궈(蔣緯國, 장위국, 1916.10.06.~1997.09.22.) 前 자유중화민국 타이완 국가안전회의 비서장

스징이(石靜宜(석정의), 1924년 9월 23일 ~ 1953년 3월 22일)는 중화민국 여성 정치인이며 장제스 前 중화민국 총통의 서자(庶子)인 장웨이궈 前 중화민국 국가안전회의 비서장 겸 중국국민당 명예고문위원의 1번째 부인이다.

## 생애
국민정부 시대 중화민국 대륙 본토 후베이성 샤오간 출생이며 1940년 베이핑(北平)에서 장웨이궈와 결혼하였으나 슬하에 자녀가 없었고 1949년 중국 국민당이 중국 공산당에 패퇴하자 친정 일가족들, 그리고 시댁 일가족들과 함께 중국 본토에서 타이완 타이베이로 이주했으며 1953년 심장쇠약증세로 인하여 향년 29세로 사망했다.